# Bruno Hilpert
Bruno Hilpert (* 20. August 1850 in Sangerhausen; † 28. August 1910 in Hannover) war ein deutscher Dirigent, Komponist und kaiserlicher Musikdirektor. Er war Bruder des Cellisten Friedrich Hilpert.

## Leben und Werk
Der Sohn des Nadlermeisters Friedrich Gottlieb Hilpert absolvierte seine Musikstudien in Leipzig und wurde 1871 Oberkapellmeister an verschiedenen größeren Bühnen, wobei er 1877 nach Straßburg kam und im folgenden Jahr die Leitung des Männergesangvereins übernahm, mit welchem er ab 1884 große Konzertreisen unternahm. Franz Liszt widmete ihnen 1885 ein Pax vobiscum. Mit seiner Frau Alma Caroline Marie, geb. Sering, hatte er den Sohn Siegfried Hilpert. 1880 gründete er das private Hilpert und Wernecksche Musikpädagogium. 1888 wurde er Bundeschormeister.
Bruno Hilpert schrieb unter anderem den Chor für Männer- und Knabenstimmen Wir loben dich, wir preisen dich. Er dirigierte in Straßburg zahlreiche seiner eigenen Kompositionen.
Der Tantiemenbewegung stand er kritisch gegenüber.
Als Nachfolger von Wilhelm Bünte folgte Bruno Hilpert 1897 einem Ruf als Dirigent des Männergesangsvereins nach Hannover. Der Chor erreichte beim Kaiser-Preis 1899 in Kassel „nur“ einen sechsten Preis. Dies wurde als Krisenzeichen gewertet und man wechselte 1899 den Chorleiter. Die Chorleitung ging von Bruno Hilpert auf Johann Zerlett über. Bruno Hilpert übernahm 1897 auch die Leitung des Hannoverscher Instrumentalvereins von Carl Major.
Bruno Hilpert starb nach längerer schwerer Krankheit am 28. August 1910 in Hannover.

## Veröffentlichungen
- Die Besteuerung musikalischer Auffuehrungen in Elsass-Lothringen durch den Agenten der 'Société des auteurs, compositeurs et éditeurs de musique' in Paris; 1896
- Pädagogium für Musik zu Strassburg i. Els. Regenbogengasse 10
- Vier elsaessische Lieder fuer Maennerchor
- Die neue Harfe, Harfenschule